# Mânia lui Dumnezeu
Mânia lui Dumnezeu (1993) (titlu original The Hammer of God) este un roman științifico-fantastic al scriitorului britanic Arthur C. Clarke.
Povestea este despre un asteroid denumit Kali care se îndreaptă spre Pământ. Căpitanul Robert Singh al navei spațiale "Goliath" este trimis să-i devieze traiectoria. Kali este descoperit de Dr. Angus Miller, un astronom amator de pe planeta Marte. 

## Traduceri în limba română
- Mânia lui Dumnezeu, Editura Elit, 1993

## Vezi și
- 1993 în literatură
- Lista cărților științifico-fantastice publicate în România după 1989